# Вест-индские негры
Вест-индские негры (вест-индцы, афрокреолы, англ. Afro-Caribbean) — условное название негритянского населения Вест-Индии (главным образом бывших и современных английских владениях) — потомков чернокожих рабов (главным образом из Западной и Тропической Африки — народов акан, йоруба, хауса, конго, эве и др.).

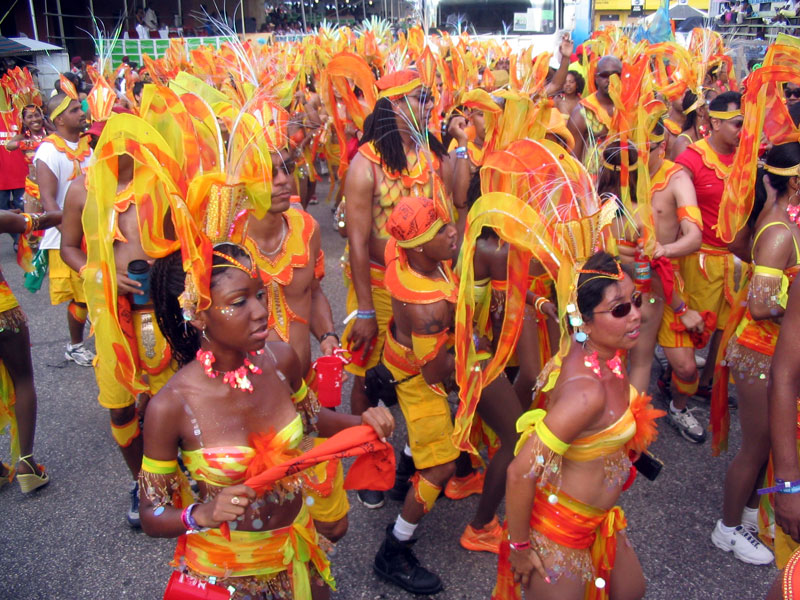
Карнавал в Тринидаде и Тобаго

Составляют большинство населения на Ямайке, Тринидаде и Тобаго, Барбадосе, Багамских островах, Гренаде, Доминике, Сент-Люсии, Сент-Винсент и Гренадинах, Антигуа и Барбуде, Сент-Китс и Невисе, Ангилье, Виргинских и Каймановых островах и др.
Говорят на креольских языках на английской и французской основе и на английском языке.
По религии большинство — протестанты (англикане, методисты, пятидесятники), в бывших французских колониях — католики.

## Численность по странам
| Страна                        | Общее население | Негры, % | Негры, чел. |
| Вест-Индия                    | 39 148 115      | 73,2 %   | 28 671 508  |
| ----------------------------- | --------------- | -------- | ----------- |
| Гаити                         | 8 924 553       | 97,5 %   | 8 701 439   |
| Доминиканская республика      | 9 507 133       | 84,0 %   | 7 985 991   |
| Куба                          | 11 423 925      | 62,0 %   | 7 082 834   |
| Ямайка                        | 2 804 332       | 97,4 %   | 2 731 419   |
| Тринидад и Тобаго             | 1 047 366       | 58,0 %   | 607 472     |
| Пуэрто-Рико                   | 3 958 128       | 8,00 %   | 316 650     |
| Багамы                        | 307 451         | 85,00 %  | 261 333     |
| Барбадос                      | 281 968         | 90,0 %   | 253 771     |
| Нидерландские Антилы          | 225 369         | 85,0 %   | 191 564     |
| Сент-Люсия                    | 172 884         | 82,5 %   | 142 629     |
| Сент-Винсент и Гренадины      | 118 432         | 85,0 %   | 100 667     |
| Виргинские острова (США)      | 108 210         | 79,7 %   | 86 243      |
| Гренада                       | 90 343          | 95,0 %   | 81 309      |
| Бермуды                       | 66 536          | 61,2 %   | 40 720      |
| Сент-Китс и Невис             | 39 619          | 98,0 %   | 38 827      |
| Каймановы острова             | 47 862          | 60,0 %   | 28 717      |
| Британские Виргинские острова | 24 004          | 83,0 %   | 19 923      |
| Великобритания                | 60 609 153      | 1,9 %    | 1 015 400   |

## История
Чернокожее население появилось на островах со времени ввоза сюда африканских рабов (около 1511 года). В британских колониях рабство было уничтожено с 1834 года, на Гаити рабство прекратилось со времени восстания негров в конце XVIII века, в датских колониях — с 1847 года, во французских — с 1848 года, затем — в голландских и испанских колониях.

## Современная культура

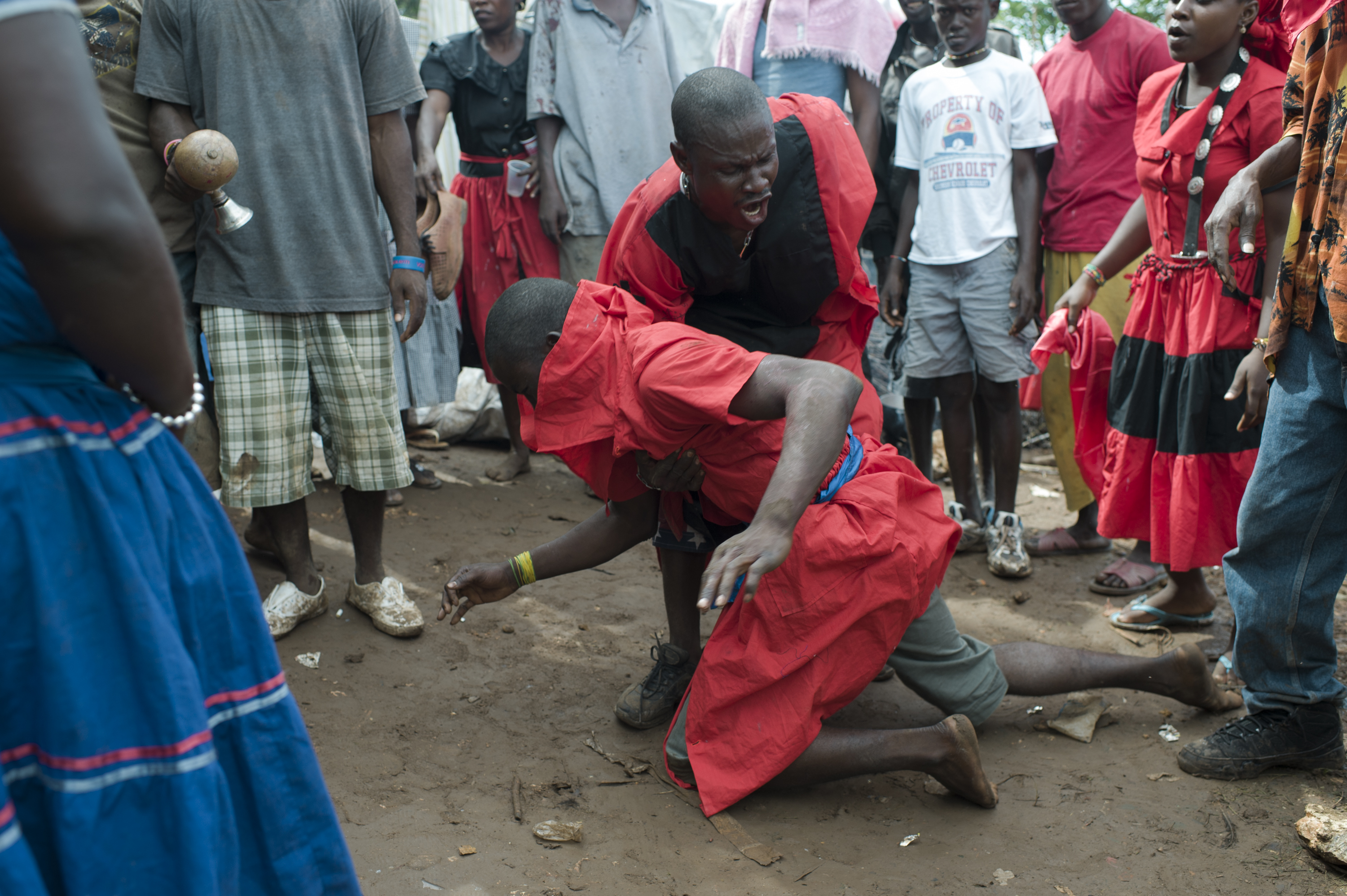
Ритуал вуду на Гаити

Вест-индские негры сравнительно слабо смешивались с белыми (мулаты живут в основном в городах), сохраняют африканские корни в религии (культы предков, колдунов-обиаменов, келе на Сент-Люсии, Танец Большого Барабана на Гренаде, синкретические культы — шангоизм на Тринидаде, кумина и растафарианство на Ямайке и др.). Рабовладельцы-протестанты неохотно крестили рабов, миссионеры среди вест-индских негров, в основном баптисты, были главным образом неграми из Англии (освобождёнными англичанами от рабства на плантациях во время разорительных набегов англичан на испанские владения в Центральной Америке), многие вест-индские негры были обращены лишь в XIX веке неофициальными сектами — шейкерами, квакерами и др.). В Великобритании практически единственной глубоко верующей христианской этнической группой являются вест-индские негры наряду с ирландцами и восточноевропейскими иммигрантами.
Сохраняются особенности в театре (рождественские фолкмюзиклы на Ямайке и др.), музыке (песни калипсо на Тринидаде, музыкальный стиль рэгги и др.), танцах, сказках (ашантийские сказки о пауке-Ананси), изобразительном искусстве и др. Характерны местные варианты африканских инструментов: различные флейты, в том числе носовые, барабаны, бубны, банджо.
Остаются широко распространённые матрифокальные и матрилокальные семьи.
В колониальную эпоху бежавшие рабы (маруны) образовывали общины. Вест-индские негры мигрировали в различные страны Центральной Америки, где работали на плантациях, в строительстве и т. п., с XX века живут также в Северной Америке и Европе, где внесли заметный вклад в современную городскую культуру. В Лондоне они являются значительной этнической группой, проживают преимущественно на юге города, отчасти в центре. Однако в связи с притоком африканских мигрантов в город в последние годы там не осталось ни одного боро, где вест-индских негров было больше, чем африканских негров. К известным вест-индским неграм и их потомкам в Британии относится, к примеру, футболист Сол Кэмпбелл.
С 1960-х годов развиваются этнокультурные и этнополитические движения вест-индских негров за «вест-индизацию», поиск «африканского наследия» и другие.